# Akceptor
Akceptor (sprejemnik) je dopant, ki se dodaja polprevodniku, da dobimo p-tip polprevodnika. Kadar hočeno dobiti p-tip polprevodnika, moramo dopirati polprevodnik iz četrte skupine elementov z elementom iz borove skupine (to je tretja skupina, ki jo sestavljajo bor (B), aluminij (Al), galij (Ga), indij (In), talij (Tl)). Kot dopant se najbolj pogosto uporabljajo bor, aluminij, indij in galij.
Kadar v polprevodniku, ki ima za osnovo silicij, nadomestimo enega izmed atomov z atomom dopanta, bodo trije valenčni elektroni  tvorili kovalentno vez z bližnjimi atomi silicija. Četrti atom ima pri tem ostane brez enega elektrona. Ta pritegne elektron iz sosednje vezi in pri tem nastane vrzel (luknja), ki pa se obnaša kot, da ima pozitivni naboj. Zaradi tega luknja pritegne sosednji elektron in tako dalje. Na ta način deluje kot nosilec električnega toka. Akceptor postane negativno nabit. 